# Großsteingrab Wilsen (Kreien)
Das Großsteingrab Wilsen ist eine megalithische Grabanlage der jungsteinzeitlichen Trichterbecherkultur bei Wilsen, einem Ortsteil von Kreien im Landkreis Ludwigslust-Parchim (Mecklenburg-Vorpommern). Es trägt die Sprockhoff-Nummer 418. 1971 wurde es von Ewald Schuldt untersucht. Hierbei wurden Grabbeigaben aus einer Nachbestattung der Kugelamphoren-Kultur entdeckt.

## Lage
Das Grab befindet sich etwa 1,5 km östlich von Wilsen und etwa 100 m nördlich des Gehlsbaches am Rand eines Felds.

## Beschreibung

### Architektur
Die Anlage besitzt ein ost-westlich orientiertes rechteckiges Hünenbett von 15 m Länge und 12 m Breite, dessen Hügelschüttung noch kmapp 1 m hoch erhalten ist. Bei der Grabkammer handelt es sich um ein Ganggrab. Sie bestand ursprünglich aus fünf Jochen. In situ erhalten sind noch die fünf Wandsteine der südlichen und vier der nördlichen Langseite. An der Nordseite fehlt der zweite Stein von Westen, ebenso die beiden Abschlusssteine. Der östliche Stein der Nordseite steckt sehr tief in der Erde. Für eine gerade Lage des Decksteins wurden mehrere große Aufliegersteine eingebracht. Von den ehemals fünf Decksteinen sind noch zwei vorhanden. Beide sind ins Innere der Kammer gestürzt. Die Grabkammer hat eine Länge von 6,5 m, eine Breite von 1,8 m und eine Höhe von 1,2 m. Der Zugang befindet sich zwischen dem zweiten und dritten Stein von Osten an der Südseite. Dort befand sich ursprünglich ein zweijochiger Gang. Dieser bestand aus zwei Steinen und zwei schmalen Platten zwischen den Gangsteinen und den Wandsteinen der Kammer. Diese waren etwas weiter nach innen gesetzt als die Gangsteine. Von den Gangsteinen steht nur noch der 1,2 m lange östliche, von dem westlichen ist nur die Standgrube erhalten. Die beiden Decksteine fehlen, auch ein Schwellenstein zwischen Gang und Kammer konnte nicht festgestellt werden. Der Gang hat eine Länge von 2,8 m und eine Breite von 1,1 m.
1971 führte Ewald Schuldt eine Sondagegrabung durch. Dabei wurden im Westteil der Kammer eine Verfüllschicht aus Sand und darunter eine Schicht aus gebranntem Feuerstein-Grus vorgefunden. Nordöstlich des Gangs wurde statt Feuerstein ein Pflaster aus Steinplatten festgestellt. Dort fanden sich ebenfalls aufrecht stehende Platten aus Rotsandstein, welche die Kammer in Quartiere abteilten. Erhalten waren diese Platten in einer Reihe, die quer über die gesamte Kammerbreite zwischen den Zwickeln des östlichsten und des folgenden Wandsteinpaares verliefen, sowie in einer von dieser Reihe in der Kammermitte verlaufenden Linie. Eine einzelne lange Platte ragte von dieser Linie zum zweiten Zwickel der Nordseite. Diese Quartiereinteilung setzte sich vermutlich nach Westen fort, die Kammer war in diesem Bereich aber zu stark gestört, und es waren keine eindeutigen Befunde mehr erhalten. Vermutlich dürfte die Grabkammer ursprünglich in vier Quartiere eingeteilt gewesen sein.

### Funde
Die einzigen Funde waren vier Gefäße von einer Nachbestattung der Kugelamphoren-Kultur. Hierbei handelt es sich um eine Kugelamphore, eine weitmundige Schale, ein schlauchförmiges Gefäß und einen unverzierten Napf. Keines der Gefäße wurde vollständig vorgefunden. Wahrscheinlich wurden sie bereits in beschädigtem Zustand niedergelegt.